# Джон Еспіноса
Джон Еспіноса (ісп. Jhon Espinoza, нар. 24 лютого 1999, Гуаякіль) — еквадорський футболіст, захисник клубу «Аукас».

## Клубна кар'єра
Народився 24 лютого 1999 року в місті Гуаякіль. Вихованець футбольної школи клубу «Депортіво Куенка». Дорослу футбольну кар'єру розпочав 2017 року в основній команді того ж клубу, в якій провів один рік, взявши участь у 5 матчах чемпіонату.
До складу клубу «Аукас» приєднався 2018 року. Станом на 24 січня 2019 року відіграв за команду з Кіто 15 матчів в національному чемпіонаті.

## Виступи за збірну
З 2019 року залучався до складу молодіжної збірної Еквадору до 20 років. У її складі брав участь у молодіжному чемпіонаті Південної Америки 2019 року, зігравши 7 ігор і допоміг своїй збірній вперше в історії виграти золоті медалі змагання. Цей результат дозволив команді кваліфікуватись на молодіжний чемпіонат світу 2019 року, куди поїхав і Еспіноса.

## Досягнення
- Переможець молодіжного чемпіонату Південної Америки: 2019